# Sièges de Vesoul

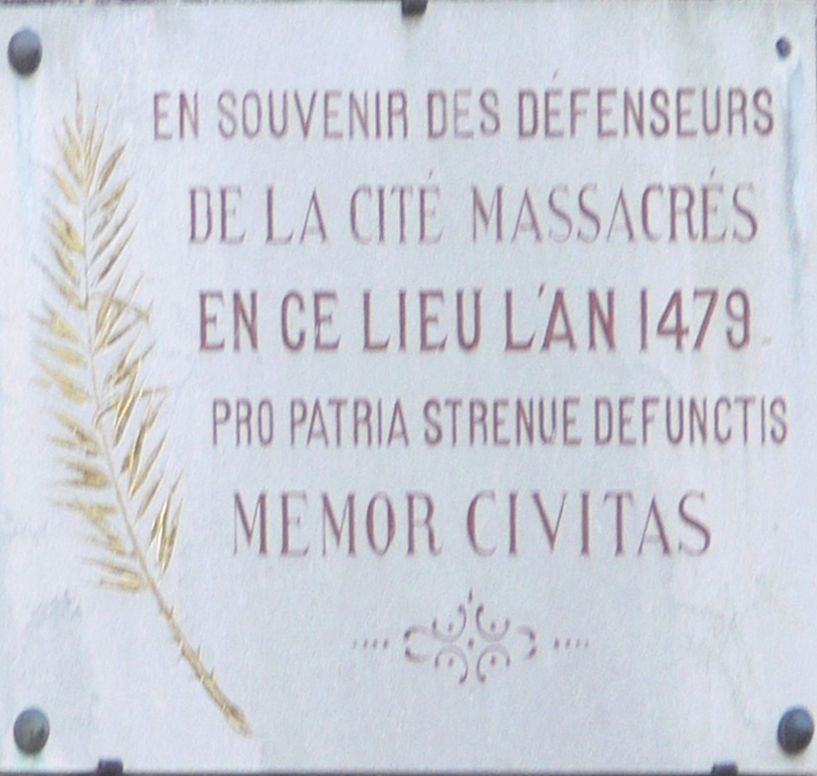
Plaque commémorative au massacre sur Vesoul en 1479

Les sièges de Vesoul sont les opérations militaires qu'à subit la ville au cours de son histoire, dont certaines ont abouti à la prise de la cité. La ville fut également prise sans combats par les Français en 1644 et 1668.

## Liste des sièges

### Siège de 980
Le siège de Vesoul de 980 constitue le premier siège connu de l'histoire de la ville. Il fut mené par le duc Henri Ier de Bourgogne et le comte Lambert de Chalon contre le château qui se trouvait alors dans le comté de Port (futur comté puis vicomté de Vesoul) mais également dans le récent comté de Bourgogne avec Otte-Guillame, le beau-fils de Henri Ier, à sa tête. Si la raison de cette opération a été la lutte d'influence au sein du nouveau comté ; son résultat n'a pas été révélé par les archives.

### Siège de 1360
Durant la guerre de Cent Ans (1337-1453), les pillages et les destructions des villages du comté sont légion. La ville est prise d'assaut en 1360 par les Anglais, désigné sous le nom de Grandes compagnies, alors que la peste noire venait de toucher la cité en 1348. Les assaillants brûlèrent les habitations ainsi que les fortifications du château de Vesoul. La quasi-totalité des défenseurs de la cité furent tués. Les habitants aidèrent par la suite aux réparations des fortifications.

### Siège de 1370
Dix ans après son siège de 1360, la ville subit un nouveau siège, cette fois-ci mené par des bandes de pillards Allemands, qui venaient de dévaster des villages des contrées environnantes. Jean II de Ray, le gardien du Comté, envoie en inspection à Vesoul, Guillaume de Mont Saint Léger et Parceval de Vaucler. Vesoul est ensuite mise sous les armes par Jean de Ray qui vient dans la ville avec environ cinq cents soldats pour défendre la cité.

### Siège de 1477
Ce siège fut ordonné par le roi de France Louis XI, à la suite de la mort de Charles le Téméraire. A cette époque, la ville est défendue par Guillaume de Vaudrey, un chevalier comtois. Plusieurs châteaux du bailliage d'Amont sont dévastés mais la cité vésulienne parvint à résister grâce à un subtil stratagème du sire Guillaume de Vaudrey : dans la nuit du 14 mars 1477, il décida de fournir des trompettes aux villages et localités situés autour du camp des Français puis les fit sonner toutes en même temps. Les Français, commandés par La Trémoille, se croyant prit en embuscade, se mirent à fuir du lieu.

### Siège de 1479
Menée par Louis XI lors de la guerre de succession de Bourgogne, cette opération militaire se déroula en avril 1479. La ville est alors commandée par Nicolas de Mont de Saint-Légier et le château par Herman de Vaudrey. Les troupes françaises attaquèrent la cité comtoise par l'ouest, puis y rentrèrent. La ville est par la suite incendiée, comme Dole et Gray notamment, et un grand nombre d'habitants est tué. Le Castrum Vesulium est ensuite partiellement détruit.

### Siège de 1557
Après avoir renoncé à son pouvoir en 1556, Charles Quint laissa son frère Ferdinand Ier à la tête du Saint-Empire romain germanique et son autre frère Philippe II diriger l'Espagne, les Pays-Bas et la Franche-Comté. Philippe II vivant trop loin de la Franche-Comté ne peut la gérer et la protéger correctement. Henri II, roi de France, décida d'assiéger plusieurs cités franc-comtoises. L'un de ses commandants, le baron de Polnitz (ou Polviler), accompagné de 12 000 soldats fit le siège de Vesoul en venant de Lure. Au moment d'attaquer la ville, la région subit de très importantes précipitations, ce qui causa l'inondation de la source du Frais-Puits, non loin de Vesoul. Devant l'avancée de l'inondation, Polviler préféra abandonner le siège.

### Siège de février 1595
Dans le cadre de la huitième guerre de Religion, siège mené du 12 au 13 février par les armées d'Henri IV  menées par les Lorrains de Louis de Beauveau de Tremblecourt contre la garnison dirigée par Gérard de Rosières-Sorans. Vesoul est pris par les Français.

### Siège d'avril 1595
Ce siège a été mené victorieusement par le général Juan Fernãndez de Velasco,. À la suite de ce siège, le Castrum Vesulium fut totalement dévasté et ne sera pas reconstruit.

### Siège de 1674
Ce siège a été mené victorieusement par le duc de Navailles et Louis XIV (deuxième conquête de la Franche-Comté).

## Liste des redditions

### Reddition de 1644
Le 29 mars 1644, pendant la guerre de Dix Ans, les armées du maréchal de Turenne investirent la ville qui renonça à se défendre. Turenne fit ensuite démolir les fortifications, détruire l’hôtel de Ville, piller les titres et les archives et le couvent des Annonciades.

### Reddition de 1668
Lors de la première conquête de la Franche-Comté, la ville de Vesoul, comme Besançon et d'autres, a choisi de négocier sa capitulation plutôt que de résister.